# Statistiche e record dell'Aston Villa Football Club
Questa sezione contiene i trofei, i record e le statistiche dell'Aston Villa.

## Palmarès

### Competizioni nazionali
Campionato inglese: 7 
- 1892-1893, 1895-1896, 1896-1897, 1898-1899, 1899-1900, 1909-1910, 1980-1981

 Coppa d'Inghilterra: 7 
- 1886-1887, 1894-1895, 1896-1897, 1904-1905, 1912-1913, 1919-1920, 1956-1957

 Coppa di Lega inglese: 5 
- 1961, 1975, 1977, 1994, 1996

### Competizioni internazionali
Coppa dei Campioni: 1 
- 1981-82

 Supercoppa UEFA: 1 
- 1982

 Coppa Intertoto UEFA: 1 
- 2001

### Altri piazzamenti e riconoscimenti
- Campionato inglese:

Secondo posto: 1889, 1903, 1908, 1911, 1913, 1914, 1931, 1933, 1990, 1993

## Record dei calciatori
- Calciatore più giovane a scendere in campo: James Keith Brown, 15 anni e 349 giorni (contro il Bolton Wanderers, 17 settembre 1969)
- Calciatore più anziano a scendere in campo: Ernie Callaghan, 39 anni e 86 giorni (contro il Grimsby Town, 12 marzo 1948)
- Calciatore con più presenze in partite ufficiali: Charlie Aitken, 657
- Calciatore con più reti in partite ufficiali: Billy Walker, 244
- Calciatore con più reti in partite ufficiali in una stagione: Tom Waring, 50 (1930-1931)
- Calciatore con più reti in partite di campionato in una stagione: Tom Waring, 49 (1930-1931
- Primi calciatori dell'Aston Villa ad essere convocati in Nazionale: Arthur Alfred Brown e Howard Vaughton, 18 febbraio 1882
- Calciatore con più presenze in Nazionale, con la maglia dell'Aston Villa: Steve Staunton
- Calciatore con più presenze in Nazionale inglese, con la maglia dell'Aston Villa: Gareth Southgate
- Primo calciatore a giocare in un Mondiale: Peter McParland, 8 giugno 1958
- Primo calciatore a segnare in un Mondiale: Peter McParland, 11 giugno 1958

### Record di cifre per il trasferimento

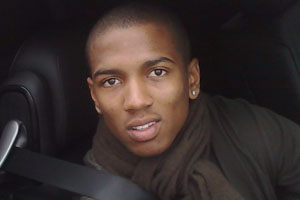
Il calciatore più costoso, Ashley Young.

| Pos. | Nome             | Cifra  | Da                   | Data         | Note  |
| ---- | ---------------- | ------ | -------------------- | ------------ | ----- |
| 1    | Ashley Young     | £9.65m | Watford              | January 2007 | [ 1 ] |
| 2    | Juan Pablo Ángel | £9.5m  | River Plate          | January 2001 | [ 2 ] |
| 3    | Nigel Reo-Coker  | £8.5m  | West Ham             | July 2007    | [ 3 ] |
| 4    | Curtis Davies    | £8m    | West Bromwich Albion | July 2008    | [ 4 ] |
| 5    | Carlos Cuéllar   | £7.8m  | Rangers              | August 2008  | [ 5 ] |

### Statistiche di squadra

#### Statistiche nelle competizioni UEFA
Tabella aggiornata alla fine della stagione 2018-2019.
| Competizione                  | Partecipazioni | G  | V  | N  | P  | RF | RS |
| ----------------------------- | -------------- | -- | -- | -- | -- | -- | -- |
| UEFA Champions League         | 2              | 15 | 9  | 3  | 3  | 24 | 10 |
| Coppa UEFA/UEFA Europa League | 13             | 56 | 24 | 14 | 18 | 78 | 61 |
| Coppa Intertoto               | 4              | 16 | 6  | 4  | 6  | 21 | 17 |
| Supercoppa UEFA               | 1              | 2  | 1  | 0  | 1  | 3  | 1  |
| Coppa Intercontinentale       | 1              | 1  | 0  | 0  | 1  | 0  | 2  |